# Mikołaj Treter
Mikołaj Treter z Bużec i Lubomierza herbu własnego (zm. przed 9 grudnia 1775) – pisarz stężycki od 1765 roku, podczaszy stężycki w latach 1764-1765, podstoli stężycki w latach 1762-1764, cześnik stężycki w latach 1757-1762, miecznik stężycki w latach 1742-1753.
Wywodził się z rodziny nobilitowanej w Polsce 1669 i używającej herbu własnego. Jego przodkiem był kanonik Tomasz Treter.
Poseł na sejm nadzwyczajny w 1761 z województwa sandomierskiego. 29 kwietnia 1761 roku zerwał sejm nadzwyczajny. 
Był żonaty z Barbarą z domu Chojecką herbu Lubicz. Jego synami byli Baltazar z Łoń (major gwardii litewskiej, 1755-1819), Stanisław Kajetan (1744-1823), wnukami Aleksander (zm. 1855) i Wiktoryn, a prawnukiem Hilary (1825-1892).